# 李龙海
李龙海（1962年1月19日—），上海人，是已经退役的中国足球运动员。
李龙海身体素质一般，但是技术意识出众，多年内是上海足球队的绝对主力边前卫人选。1993年底，中国足球职业化开始，上海申花足球俱乐部成立，李龙海是原上海一队的老队员中为数不多的进入申花的球员之一。但是他在次年赛季开始前的体能测试中不及格，没有获得参加职业联赛的资格，并从此退役。
退役后李龙海曾多年在上海申花担任青年队的教练。他的儿子李圣龙也成为足球运动员，现在效力于上海上港。